# 小椋梨央
小椋 梨央（おぐら りお、2001年11月4日 - ）は、日本の元女優、タレント。千葉県出身。スターダストプロモーション制作3部に所属していた。

## 略歴
小学5年生の時、スカウトされスターダストプロモーションに所属。
当初はキッズモデルとしての活動がメインだったが、演技レッスンを受けたことをきっかけに女優業に重点を置くようになった。
2024年3月31日、スターダストプロモーションを退所したことと、4月から新社会人として芸能界から距離を置くことを発表した。

## 人物
- 趣味：料理、お菓子作り[1]
- 特技：フルート[1]

## 出演

### テレビドラマ
- 世にも奇妙な物語 25周年スペシャル・春 〜人気マンガ家競演編〜「自分を信じた男」（2015年4月11日、フジテレビ）
- テストの花道 ニューベンゼミ（2017年、NHK Eテレ）[5]
- アイカツプラネット!（2021年1月10日 - 6月27日、テレビ東京） - 珠樹るり / ルリ 役[6][7][8]
- 妻、小学生になる。（2022年1月21日 - 3月25日、TBSテレビ） - 弥子 役[9]

### 映画
- 劇場版アイカツプラネット!（2022年7月15日公開、BN Pictures） - 珠樹るり / ルリ 役

### 配信ドラマ
- ヤコ、ショウがクセになる。（2022年2月11日 - 3月25日、Paravi） - 主演・弥子 役[10]

### 報道
- ズームイン!!サタデー （2021年10月2日 - 10月30日） - 月替わりお天気キャスター[11]

### バラエティ
- ワイドナショー（2017年、フジテレビ） - ワイドナ現役高校生
- ゴッドタン（2021年2月28日[12]、6月13日・20日、テレビ東京）
- あにレコTV （2021年9月14日、テレビ東京）

### 舞台
- 優しい魔法のとなえ方2014（2014年）
- こどものおもちゃ（2015年8月、博品館劇場） - 主演 倉田紗南 役（ばびっと組）[13][14]
- 清らかな水のように ～私たちの1945～（2017年7月、劇場HOPE）

### ゲーム
- アイカツプラネット!（2020年12月10日-2023年3月30日データカードダス） - ルリ 役

### CM
- バンダイ 「ドキドキ!プリキュア」（TVCM・店頭・WEB）
  - 「ドキドキ!プリキュア ラブハートアロー」（2013年4月）
  - 「ドキドキ！プリキュア マジカルラブリーパッド」（2013年9月）
- 駿台フロンティア Jr（2014年12月）
- 井上苑子×花王 ビオレさらさらパウダーシート「君との距離」（2016年7月）
- ライフネット生命 「あちこちオードリー」インフォマーシャルCM（2021年8月）
- ドラエグ「ゴッドタン」インフォマーシャルCM（2021年10月、11月）

### その他
- 「読売KODOMO新聞」（2014年） - ファッション面モデル
- 書籍「入門百科＋（プラス）」（2014年3月25日、小学館）
- PV AIりんな「最高新記憶」
- 単行本「猫田のことが気になって仕方ない。」7巻発売記念イベント（2016年1月30日）[15]
- WEB Panasonic「アイロンショートムービー」（2016年12月 - 2017年12月）
- 「コピス吉祥寺」リニューアルオープン広告（2017年3月 - 6月）
- ベネッセコーポレーション 「進研ゼミ高1講座」（2017年2月 - 4月）